# Megachile relativa
Megachile relativa är en biart som beskrevs av Cresson 1878. Megachile relativa ingår i släktet tapetserarbin, och familjen buksamlarbin. Inga underarter finns listade i Catalogue of Life.